# North Myrtle Beach
North Myrtle Beach – miasto (city) w hrabstwie Horry, we wschodniej części stanu Karolina Południowa, w Stanach Zjednoczonych, położone pomiędzy wybrzeżem Oceanu Atlantyckiego a kanałem Intracoastal Waterway, w sąsiedztwie miasta Myrtle Beach. W 2013 roku miasto liczyło 14 827 mieszkańców.